# Municipalità locale di uPhongolo
uPhongolo è una municipalità locale (in inglese uPhongolo Local Municipality) appartenente alla municipalità distrettuale di Zululand della provincia di KwaZulu-Natal in Sudafrica. 
In base al censimento del 2001 la sua popolazione è di 119.782 abitanti.
La sede amministrativa e legislativa è la città di Pongola e il suo territorio si estende su una superficie di 3.239  km² ed è suddiviso in 11 circoscrizioni elettorali (wards). Il suo codice di distretto è KZN262.

## Geografia fisica

### Confini
La municipalità locale di uPhongolo confina a nord con l'eSwatini, a est e a sud con quella di Jozini (Umkhanyakude), a est con il District Management Areas KZDMA27, a sud con quella di Nongoma e a ovest con quelle di Mkhondo (Gert Sibande/Mpumalanga), Abaqulusi e eDumbe.

### Città e comuni
- Candover
- Dlamini
- Golena
- Itala Nature Reserve
- Ithalu
- Kingholm
- Magudu
- Mahlangasi
- Msibi
- Nkonkoni
- Ntshangase
- Pongola
- Sibiya/Masidla
- Simelane
- uPhongolo

### Fiumi
- Ithalu
- Manzana
- Mozana
- Mhulumbele
- Mkuze
- Mpalaza
- Nkunzana
- Pongolo
- Spekboom

### Dighe
- Pongolapoort Dam